# فياتشسلاو شوماك
فياتشسلاو شوماك (بالروسية: Шумак, Вячеслав Витальевич) مواليد 22 ديسمبر 1988 في روسيا البيضاء، هو لاعب كرة يد بيلاروسي يلعب كمحور. يلعب حاليا مع نادي ميشكوف برست لكرة اليد ويحمل الرقم 22. مثل منتخب بيلاروسيا لكرة اليد.

## سجل المنافسة
شارك في البطولات التالية:
- بطولة العالم لكرة اليد للرجال 2015

## روابط خارجية
- فياتشسلاو شوماك على موقع الاتحاد الأوروبي لكرة اليد (الإنجليزية)